# 이와세 고
이와세 고(일본어: 磐瀬 剛, 1995년 6월 28일 ~ )는 일본의 축구 선수이다. 그는 현재 미드필더로 활동 중이며 과거 K리그 시절 등록명은 이와세였다.

## 클럽 경력
2014 시즌을 앞두고 교토 상가 FC에 입단하면서 커리어를 시작했다. 이후 J리그 U-22 팀으로 임대되었으며 2014년 3월 16일에 열린 후지에다 MYFC와의 경기에서 프로 데뷔전을 치렀다.
2016 시즌을 앞두고 FC 기후로 임대 이적했다. 이와세 고는 2016시즌 기후에서 리그 30경기에 출전했으며 2017 시즌에는 4경기에 출전했다. 2017 시즌 종료 이후 교토로 임대 복귀했다.
교토 복귀 이후 이와세 고는 2018 시즌 3경기 출전에 그쳤으며 2019 시즌에는 한 경기도 출전하지 못했다. 이에 2019 시즌 여름 이적시장을 통해 더스파구사쓰 군마로 임대 이적했다. 군마에서는 반 시즌 동안 14경기에 출전했다.
2020 시즌을 앞두고 더스파구사쓰 군마로 완전이적했다.
2021 시즌을 앞두고 K리그2의 안산 그리너스에 입단했다. 2021년 6월 13일에 치러진 부산 아이파크와의 경기에서 K리그 첫 골을 기록했다.